# Obwód brzeski

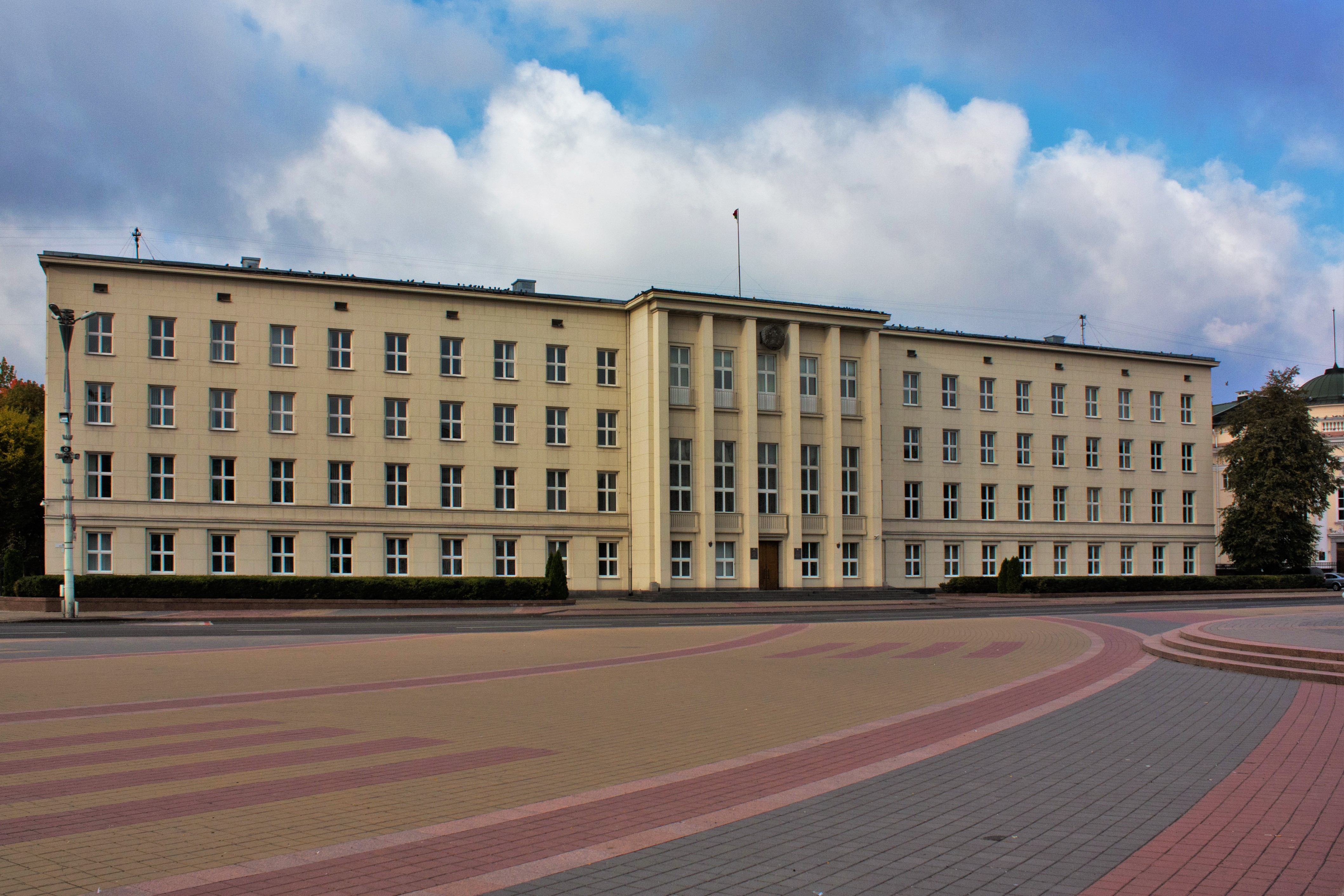
Budynek Komitetu Wykonawczego Obwodu Brzeskiego

Obwód brzeski (biał. Брэсцкая вобласць, trb. Bresckaja wobłasć; ros. Брестская область) – obwód Białorusi leżący w jej południowo-zachodniej części przy granicy z Polską i Ukrainą. Stolicą utworzonego w 1939 obwodu jest Brześć.

## Geografia
Obwód brzeski ma powierzchnię 32 786,44 km². Lasy zajmują powierzchnię 12 236,23 km², bagna 2558,94 km², obiekty wodne 842,40 km².

## Historia
Obwód został utworzony 4 grudnia 1939 r. dekretem Prezydium Rady Najwyższej ZSRR z części terytorium II Rzeczypospolitej okupowanego przez Armię Czerwoną w trakcie agresji ZSRR na Polskę i anektowanego następnie przez ZSRR (województwo poleskie i białostockie). Początkowo dzielił się na powiaty: brzeski, kobryński i prużański. W styczniu 1940 wprowadzono podział administracyjny na rejony: antopolski, bereski, brzeski, domaczewski, dywiński, hajnowski, kamieniecki, kleszczelski, kobryński, kosowski, małorycki, porozowski, prużański, różański, siemiatycki, szereszowski, wysoczański i żabinecki.
W 1944 rejony hajnowski, kleszczelski i siemiatycki powróciły do Polski, a porozowski włączono do obwodu grodzieńskiego. W 1954 w skład obwodu weszły tereny zlikwidowanych obwodów pińskiego oraz części baranowickiego, obecnie obejmuje on terytorium całego Polesia należącego w latach międzywojennych do Polski.

## Podział administracyjny
Obecnie obwód dzieli się na 16 rejonów:
1. Baranowicki (Baranowicze) Баранавіцкі (Baranawicki)
2. Bereski (Bereza) Бярозаўскі (Biarozauski)
3. Brzeski (Brześć) Брэ́сцкi (Brescki)
4. Drohiczyński (Drohiczyn) Драгічынскі (Drahiczynski)
5. Hancewicki (Hancewicze) Ганцавіцкі (Hancawicki)
6. Iwacewicki (Iwacewicze) Івацэвіцкі (Iwacewicki)
7. Janowski (Janów) Iванаўскі (Iwanauski)
8. Kamieniecki (Kamieniec) Камянецкі (Kamianiecki)
9. Kobryński (Kobryń) Кобрынскі (Kobrynski)
10. Lachowicki (Lachowicze) Ляхавіцкі (Lachawicki)
11. Łuniniecki (Łuniniec) Лунінецкі (Łuniniecki)
12. Małorycki (Małoryta) Маларыцкі (Małarycki)
13. Piński (Pińsk) Пінскі (Pinski)
14. Prużański (Prużana) Пружанскі (Prużanski)
15. Stoliński (Stolin) Столінскі (Stolinski)
16. Żabinecki (Żabinka) Жа́бінкаўскі (Żabinkauski)

## Miasta
Miasta powyżej 20 tysięcy mieszkańców:
| Herb | Miasto      | Rejon             | Populacja |
| ---- | ----------- | ----------------- | --------- |
|      | Brześć      | Rejon brzeski     | 310 800   |
|      | Baranowicze | Rejon baranowicki | 168 200   |
|      | Pińsk       | Rejon piński      | 130 600   |
|      | Kobryń      | Rejon kobryński   | 51 200    |
|      | Bereza      | Rejon bereski     | 29 400    |
|      | Iwacewicze  | Rejon iwacewicki  | 23 000    |
|      | Łuniniec    | Rejon łuniniecki  | 23 600    |

## Demografia
Liczba ludności:
- 1995: 1 518 000
- 1999: 1 485 000 (902 000 miejska, 583 000 wiejska)[5]
- 2003: 1 471 000
- 2006: 1 440 000
- 2007: 1 435 100
- 2008: 1 435 000
- 2009: 1 401 000 (919 000 miejska, 482 000 wiejska)[5]
- 2010: 1 398 700 (919 400 miejska, 479 300 wiejska)[6]
- 1 stycznia 2011: 1 394 800[7]
- 1 maja 2011: 1 393 300[8]

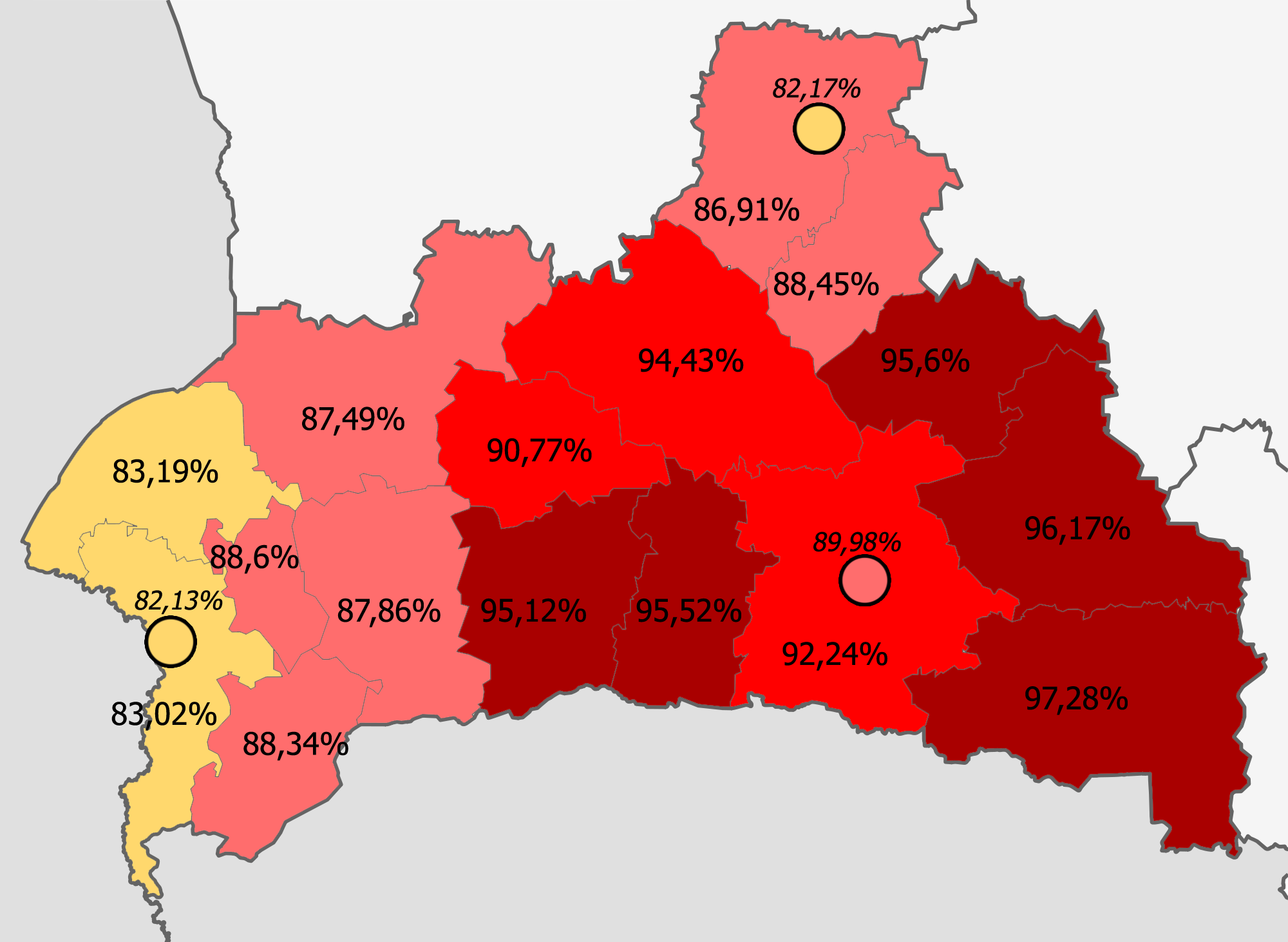
Białorusini     >95%     90–95%     85–90%     <85%
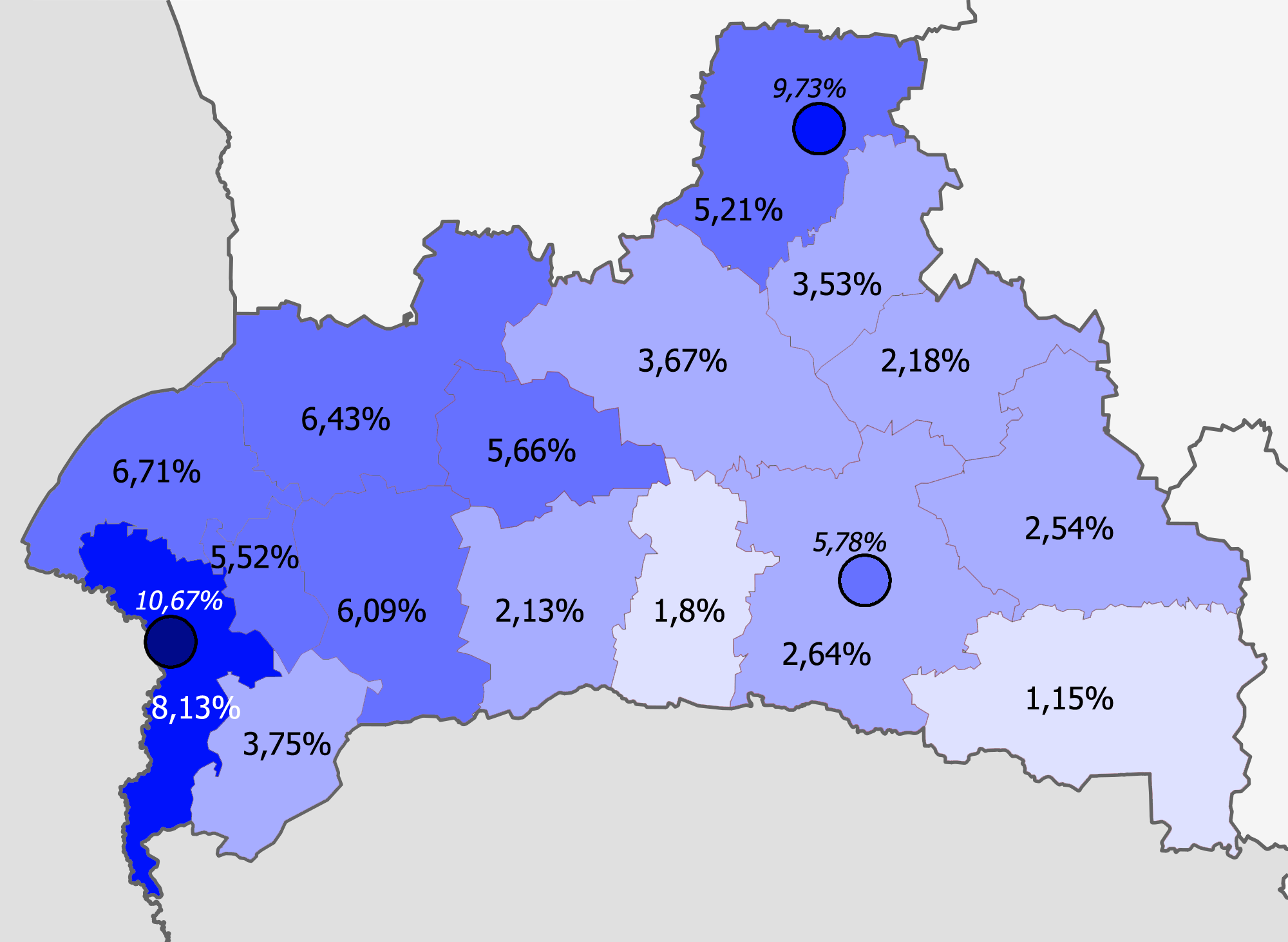
Rosjanie     >10%     8–10%     5–8%     2–5%     <2%
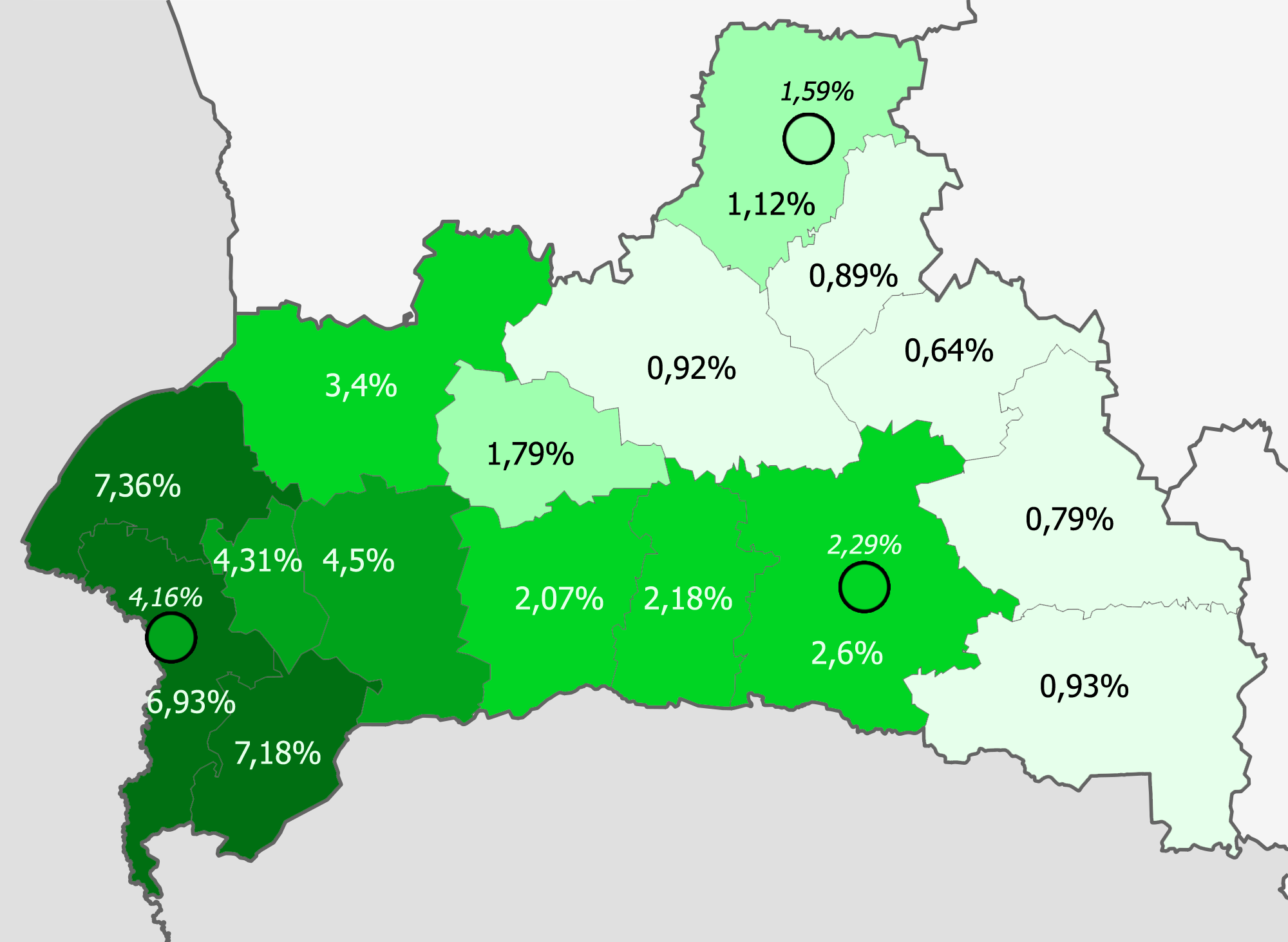
Ukraińcy     >6%     4–6%     2–4%     1–2%     <1%
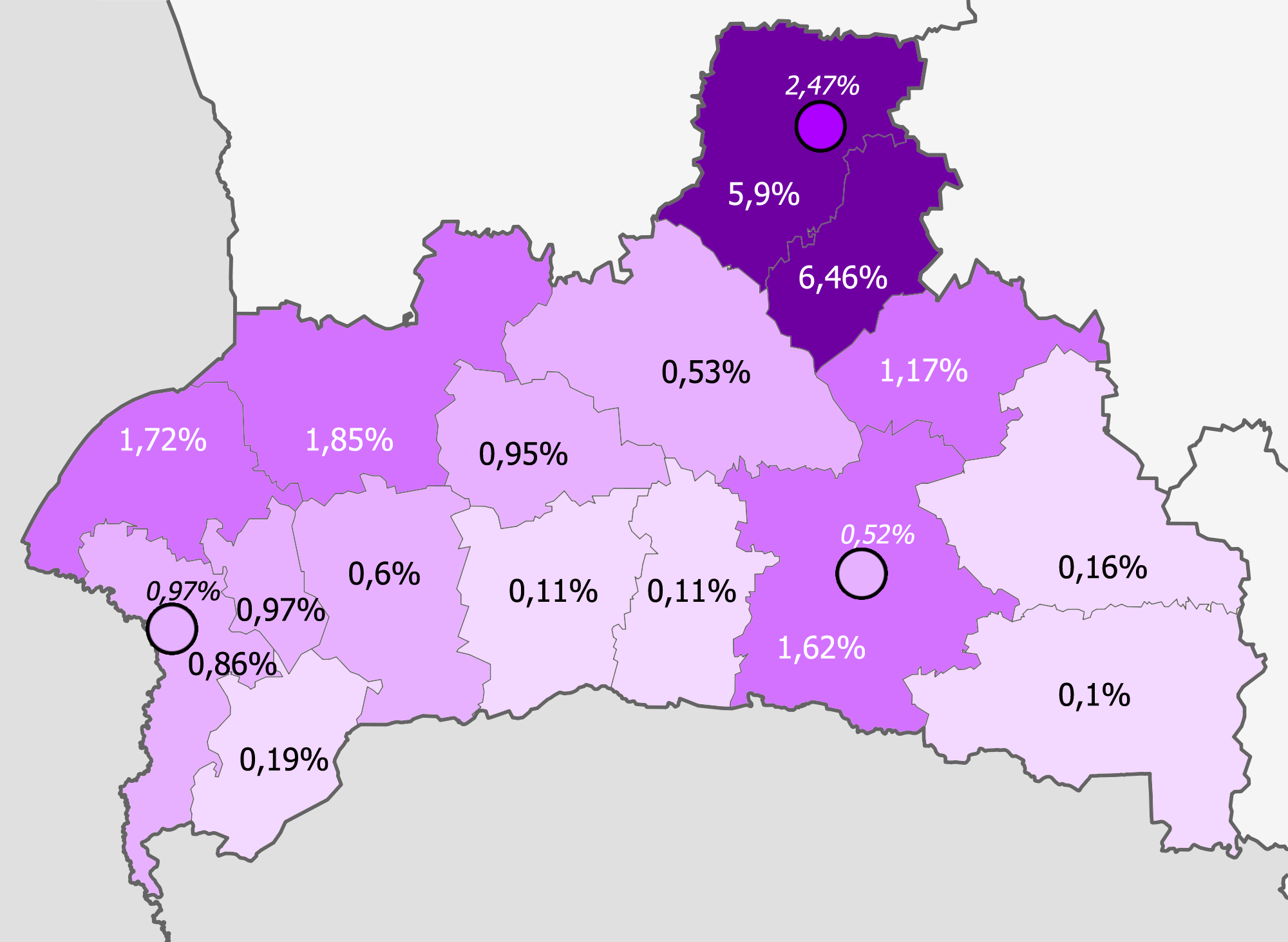
Polacy     >5%     2–5%     1–2%     0,5–1%     <0,5%

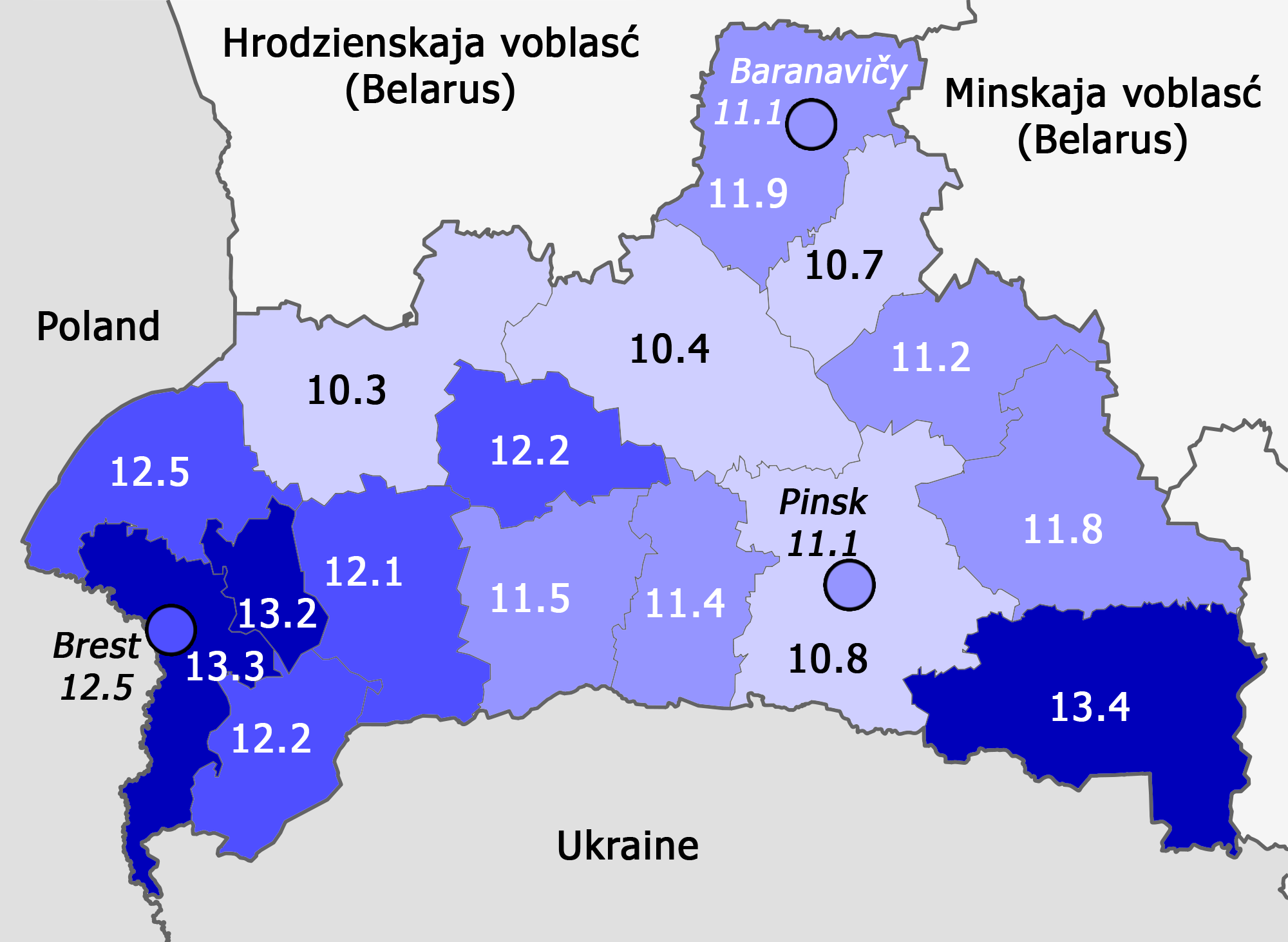
Współczynnik urodzeń na 1000 mieszkańców
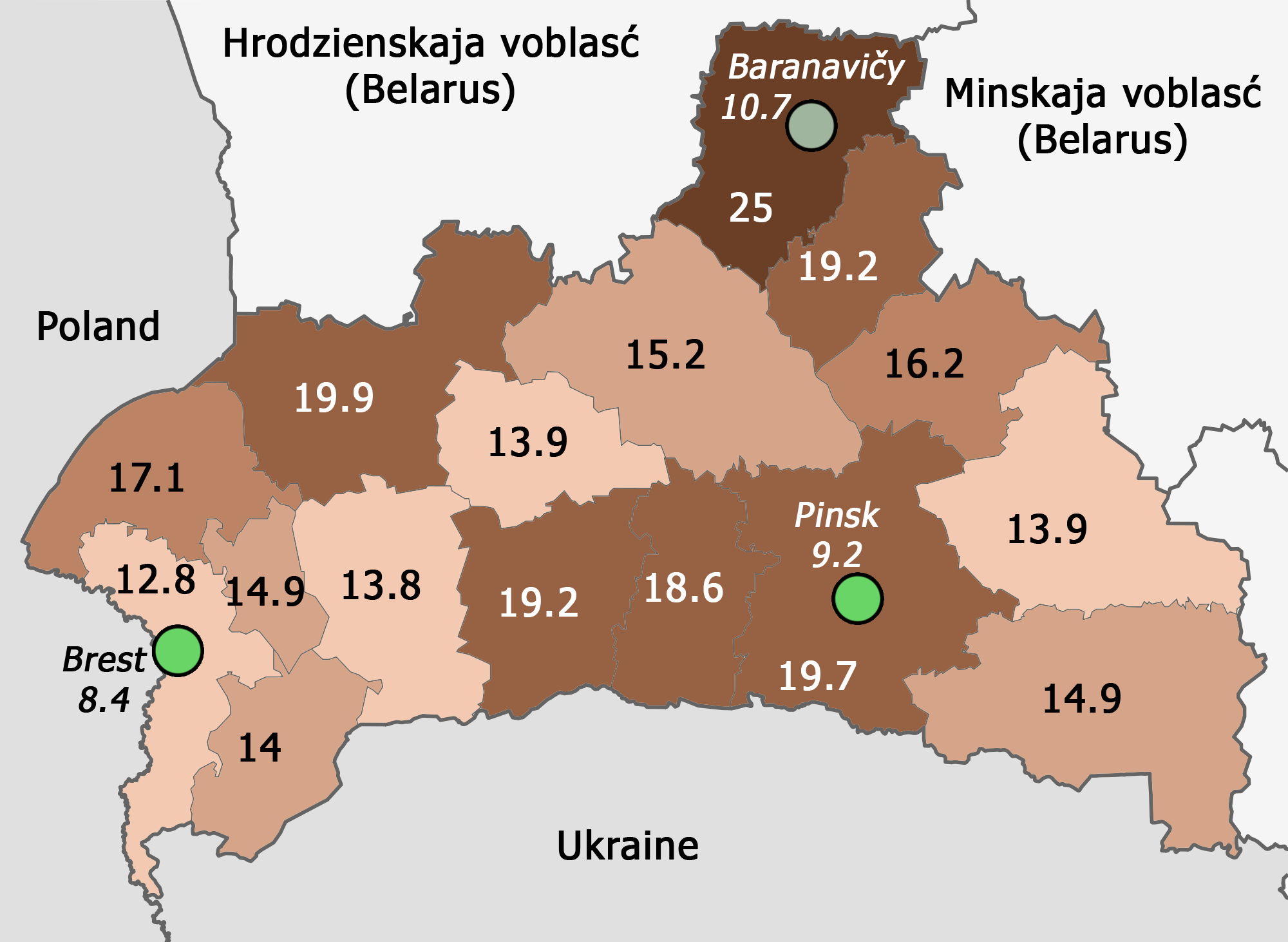
Współczynnik umieralności na 1000 mieszkańców